# Pithomictus papuanus
Pithomictus papuanus är en skalbaggsart som beskrevs av Stefan von Breuning 1959. Pithomictus papuanus ingår i släktet Pithomictus och familjen långhorningar. Inga underarter finns listade i Catalogue of Life.